# Purnuszki (gmina Niemenczyn)
Purnuszki (lit. Purnuškės; hist.: pol. Nowy Ileńsk, Nowo-Jeleńsk, Nowo-Ileńśka; lit. Grąžtelių Purnuškiai) – wieś na Litwie, w okręgu wileńskim, w rejonie wileńskim, w gminie Niemenczyn.
W niektórych opracowaniach błędnie podawane jest, że w Purnuszkach znajduje się jeden z punktów uważanych za środek Europy. W rzeczywistości miejsce to położone jest w pobliskiej Girii.

## Historia
W dwudziestoleciu międzywojennym Nowy Ileńsk leżał w Polsce, w województwie wileńskim, w powiecie wileńsko-trockim, do 1 kwietnia 1927 w gminie Niemenczyn, następnie w gminie Podbrzezie. W 1931 miejscowość liczyła 138 mieszkańców, zamieszkałych w 19 budynkach.
Po II wojnie światowej w granicach Związku Sowieckiego. Od 1991 na niepodległej Litwie.